# Francisco Villa, Ocosingo
Francisco Villa är en ort i Mexiko.   Den ligger i kommunen Ocosingo och delstaten Chiapas, i den sydöstra delen av landet, 900 km öster om huvudstaden Mexico City. Francisco Villa ligger 557 meter över havet och antalet invånare är 209.
Terrängen runt Francisco Villa är kuperad västerut, men österut är den platt. Runt Francisco Villa är det glesbefolkat, med 16 invånare per kvadratkilometer. Närmaste större samhälle är El Limonar, 5,0 km väster om Francisco Villa. I omgivningarna runt Francisco Villa växer i huvudsak städsegrön lövskog.